# Данилов, Александр Анатольевич (историк)
Алекса́ндр Анато́льевич Дани́лов (19 августа 1954 года, Москва) — советский и российский историк, специалист в области новейшей истории России. Доктор исторических наук (1989), профессор. Заслуженный деятель науки Российской Федерации и Республики Адыгея.

## Биография
Окончил исторический факультет Хабаровского государственного педагогического института (1979) и аспирантуру МГПИ им. В. И. Ленина.
Кандидатская диссертация «Комсомол — активный помощник КПСС в воспитании рабочей молодёжи в ходе социалистического соревнования. 1966—1980 гг.» (1985, научный руководитель — О. И. Терновой), докторская — «Партийное руководство развитием творческой активности работающей молодёжи. 1970—1980-е гг.» (1989).
С 1981 года работал в МГПИ: ассистент, старший преподаватель, доцент, профессор кафедры истории КПСС, с 1991 года — заведующий общеинститутской кафедрой истории. Отмечают возникшее с середины 1990-х годов под его руководством научное направление по исследованию проблем инакомыслия в СССР.
Заместитель председателя Экспертного совета ВАК РФ по истории (1999—2013). Подготовил 29 докторов и 43 кандидатов наук по отечественной истории. Под руководством А. А. Данилова защитили диссертации известные общественные деятели: президент Академии наук Чеченской Республики Ш. А. Гапуров, депутат Парламента Чеченской Республики М. М. Ибрагимов, политик О. Л. Митволь, адвокат Д. З. Хасавов, журналист Ислам Хатуев и другие. В 2000-е годы совмещал работу на факультете социологии, экономики и права МПГУ с преподаванием на кафедре истории России XX—XXI веков исторического факультета МГУ.
Заместитель председателя Научно-методического совета Минобразования РФ (1993—2014). Член Бюро Научного совета РАН по истории революций в России (1994—1997). Эксперт Комиссии по Государственным премиям в области науки (2004—2009). Член Комиссии при Президенте Российской Федерации по реабилитации жертв политических репрессий (2004—2014). В 2010 году баллотировался на пост директора Института российской истории РАН (выдвинут академиками В. В. Алексеевым и Ю. С. Пивоваровым, а также членом-корреспондентом РАН Р. Ш. Ганелиным). Почётный академик Академии наук Чеченской Республики. Действительный член Российской академии естественных наук, Академии педагогических и социальных наук, Нью-Йоркской академии наук.
Автор и соавтор многочисленных учебников истории России для средней школы, руководитель центра гуманитарного образования издательства «Просвещение», главный редактор издания «Исторический журнал: научные исследования» (2010—2014), заместитель председателя редакционного совета «Вестника истории, литературы, искусства» (ОИФН РАН). Входил в состав редакционного совета журнала «Преподавание истории в школе». В 2006 году в издательстве «Просвещение» вышел учебник истории А. О. Чубарьяна, А. А. Данилова и Е. И. Пивовара. По некоторым отзывам, происхождение культа личности и сталинизма объясняется в учебнике в политических представлениях, которые сложились в 1920-е годы: по мере продвижения к социализму классовая борьба будет нарастать. В ряде публикаций взгляды А. А. Данилова на историю СССР характеризуются как «неосталинистские».

### Скандал с плагиатом
В ноябре 2012 года разгорелся скандал вокруг защиты в возглавляемом Даниловым диссертационном совете Д 212.154.01 диссертаций директора СУНЦ МГУ Андрея Андриянова и политика Владимира Тора, в текстах которых был обнаружен значительный плагиат. Минобрнауки создало комиссию по расследованию, которая 31 января 2013 года рекомендовала запретить Александру Данилову занимать какие-либо должности, связанные с присуждением учёных степеней. Журналистское расследование показало наличие проблем со многими другими диссертациями, защищёнными в совете (плагиат, ссылки на несуществующие публикации). 1 февраля 2013 года А. А. Данилов был уволен из МПГУ по личному заявлению.

## Взгляды
О голоде в СССР (1932—1933): «Кто же может утверждать, что не было голода, если умерли миллионы людей. Но термин „организованный голод“ подразумевает эту цель — организацию голода. Какая же власть поставит задачу организовать голод в своей стране? Это же невозможно. Голодомора в том смысле, в каком это сегодня понимается на Украине — как специально организованной акции, — да, не было. И уж во всяком случае, это не был геноцид какого-то конкретного народа. Умирали люди далеко не одной национальности».

## Публикации

### Книги
- Терновой О. И., Данилов А. А. КПСС во главе социалистического соревнования трудящихся масс: аннотированный указатель литературы. В 2-х частях. — М.: 1986
- Рождение сверхдержавы: СССР в первые послевоенные годы
- Становление и крушение однопартийной системы в СССР
- Историография сталинизма
- Власть и оппозиция
- История России в XX веке: деятели науки, образования, культуры

### Публицистика
- Л. И. Брежнев: путь к краху империи // Наумов О. Г. Диалоги о России и свободе.
- Данилов А. А., Филиппов А. В. «Ждать осталось недолго, потерпите». Авторы концепции учебника «История России 1900—1945 гг.» объясняют свою позицию // Время новостей. — 09.09.2008.
- Данилов А. А. Партия жуликов и обжор // Новая газета. — 02.07.2012. — № 72.

### Интервью
- Детей нужно воспитывать на позитивных исторических примерах Архивная копия от 11 февраля 2015 на Wayback Machine // РИА Новости
- Быть патриотом в России стало «несовременным» Архивная копия от 11 февраля 2015 на Wayback Machine // РИА Новости
- Доброхотов Р. Лазеек для желающих защитить диссертацию очень много Архивная копия от 12 мая 2013 на Wayback Machine // «Slon.ru». 31.01.2013